# Napoleón Ortigoza
Modesto Napoleón Ortigoza Gómez (ur. 12 lutego 1932 w Atyrze, zm. 17 stycznia 2006 w Asunción) – oficer paragwajski, jeden z najdłużej więzionych z powodów politycznych w Ameryce Łacińskiej.
W 1963 został niesłusznie skazany za zabójstwo popełnione w czasie domniemanego puczu przeciwko prezydentowi Paragwaju, Alfredo Stroessnerowi. Początkowo Ortigozę skazano na karę śmierci, zamienioną później na 25 lat pozbawienia wolności, które spędził w nieludzkich warunkach w celi o powierzchni 1x2 m. 
W 2002 sąd przyznał mu odszkodowanie w wysokości 1,6 mln dolarów.
Zmarł w 2006 w szpitalu w Asunción wskutek astmy sercowej.